# Effilochage
L'effilochage est une opération qui, dans l'industrie textile, consiste à transformer les vêtements en fibres. 
Cette opération permet de valoriser les déchets textiles et évite les effets négatifs de leur destruction. 
La fibre obtenue permet diverses utilisations : dans le secteur automobile, le bâtiment, la confection de matelas ou de coussins. Le textile effiloché par couleurs et par matière permet de fabriquer de nouvelles fibres qui seront à nouveau tissées. L'effiloché mêlé est plus utilisé pour le rembourrage de sièges ou comme isolant.
L'effilochage, effectué manuellement à l'origine, est désormais automatisé. Les machines permettant de réaliser l'effilochage sont elles-mêmes produites sur des chaines robotisées.